# Contactgemeenschap

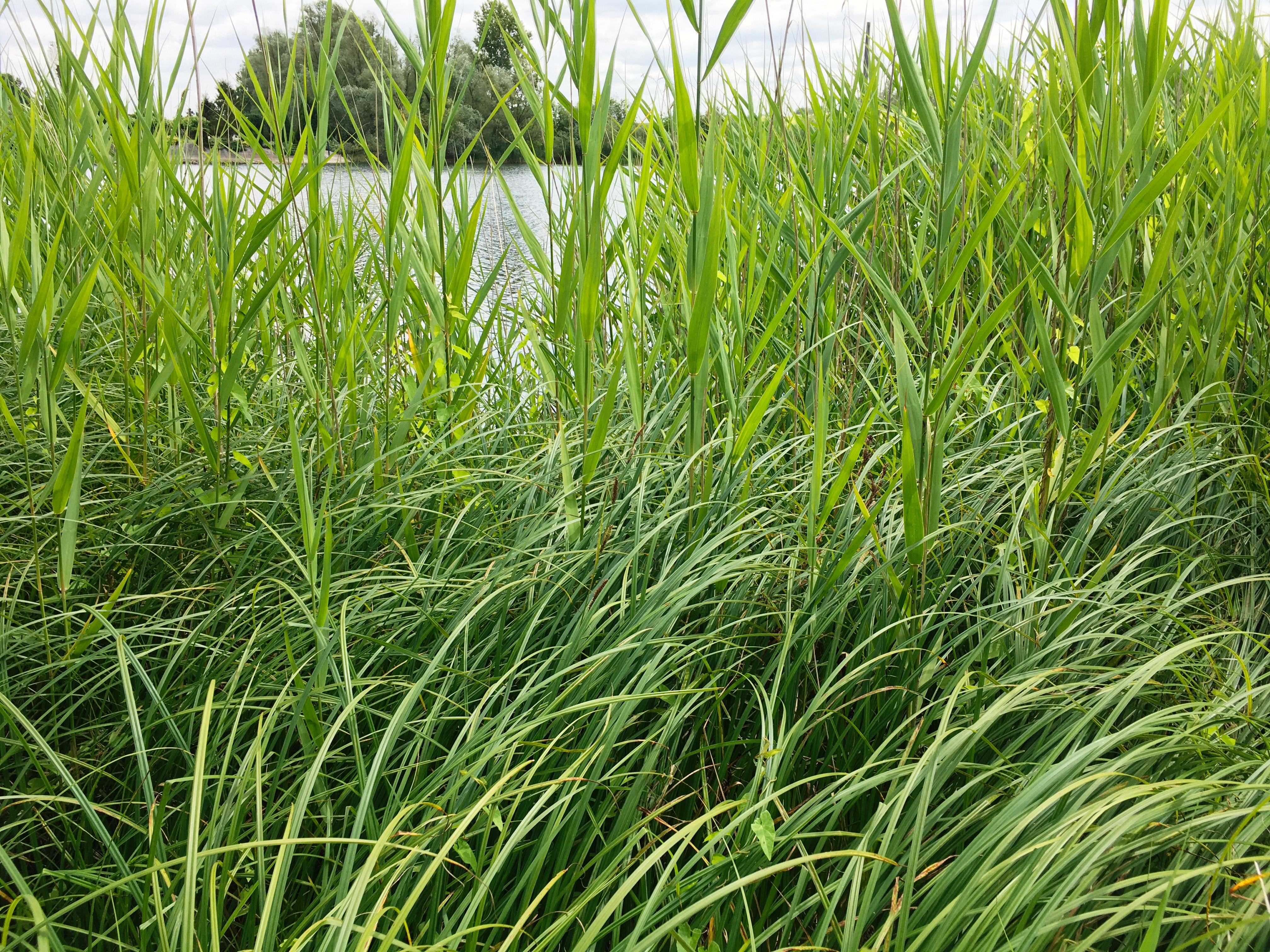
De associatie van scherpe zegge (op de voorgrond) en de riet-associatie (op de achtergrond). Beide associaties zijn hier elkaars contactgemeenschappen bij de oever van een kolk.

Met een contactgemeenschap wordt in de vegetatiekunde een plantengemeenschap bedoeld die in ruimtelijke zin concreet grenst aan een andere plantengemeenschap. Wanneer plantengemeenschappen elkaars contactgemeenschappen vormen, grenzen zij aan elkaar in de (plaatselijke) vegetatiezonering en vertonen een gemeenschapsgradiënt: een geleidelijke overgang in soortensamenstelling in een transect van de ene naar de andere levensgemeenschap.

## Begrenzing
Plantengemeenschappen die elkaars contactgemeenschappen zijn kunnen scherpe grenzen hebben, maar ook geleidelijke overgangen vertonen met een gemeenschapsgradiënt.
Bij een geleidelijke ofwel graduele overgang tussen twee contactgemeenschappen is de begrenzing doorgaans vaag en kan de grenszone breed en tevens erg kronkelig zijn. Dit komt meestal voor op plekken met een geringe milieudynamiek, waar op relatief kleine schaal een patroon met verschillende milieufactoren van kracht is dat in de tijd relatief stabiel is. Men spreekt bij deze geleidelijke overgangen van een limes divergens. In grootschalige natuurlandschappen komt dit relatief vaak voor. Tijdens vegetatiekarteringen kan het soms moeilijk zijn om de begrenzing van twee contactgemeenschappen met een vage overgang goed aan te duiden.
Bij een scherpe begrenzing tussen twee contactgemeenschappen is de grenszone smal en duidelijk zichtbaar. Meestal ontstaan scherpe vegetatiegrenzen op plekken met een hoge milieudynamiek. Bij een scherpe begrenzing tussen twee contactgemeenschappen spreekt men van een limes convergens. In het bijzonder in cultuurlandschappen zijn vaak zeer rechte en strakke grenzen van plantengemeenschappen te zien; dit is meestal het gevolg van antropogene invloeden zoals bodemgebruik en landschapsbeheer. In natuurlandschappen zijn scherpe grenzen tussen contactgemeenschappen in de tijd veelal verschuivend van aard.

## Fotogalerij

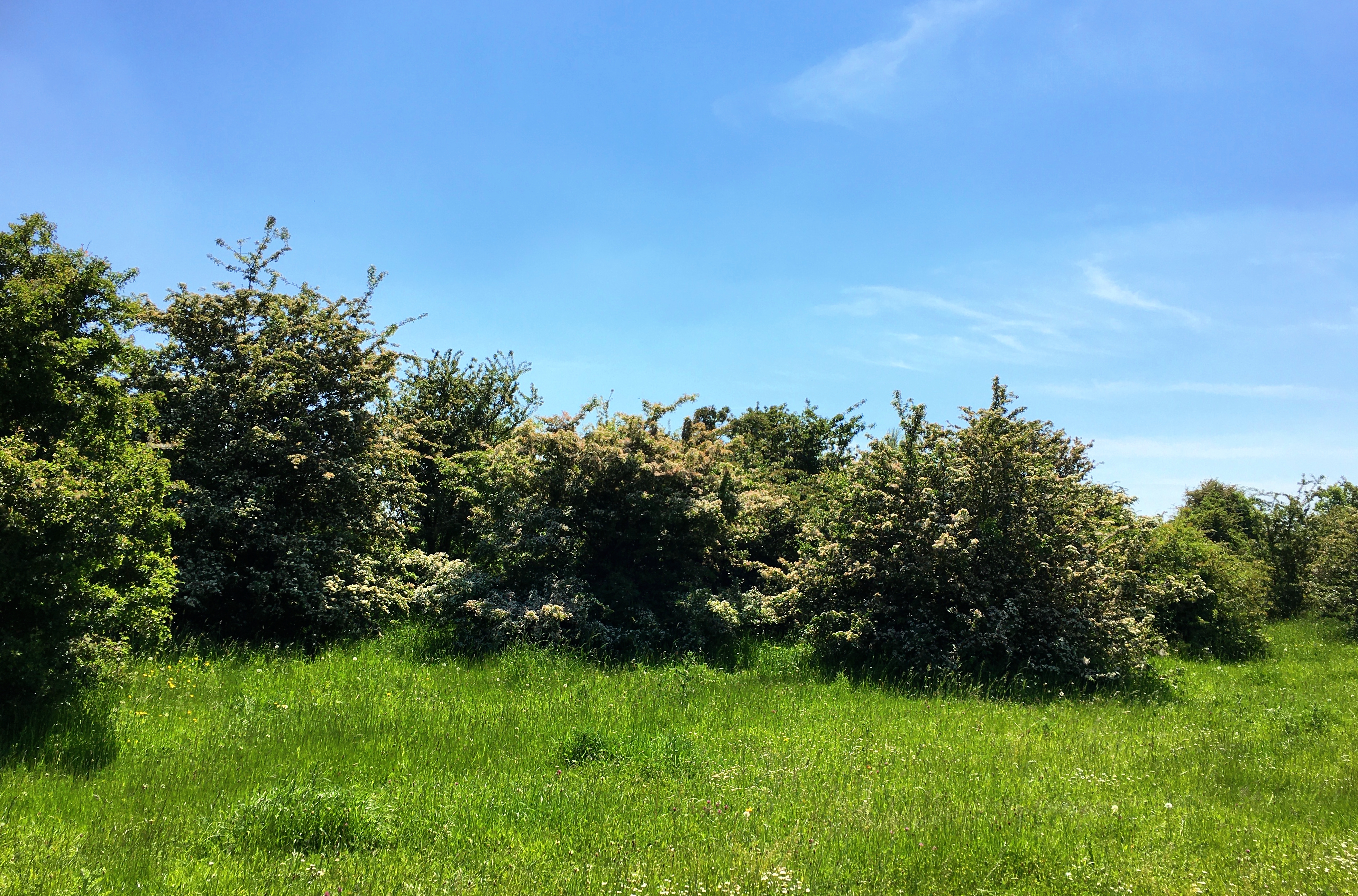
De associatie van sleedoorn en eenstijlige meidoorn in contact met de glanshaver-associatie
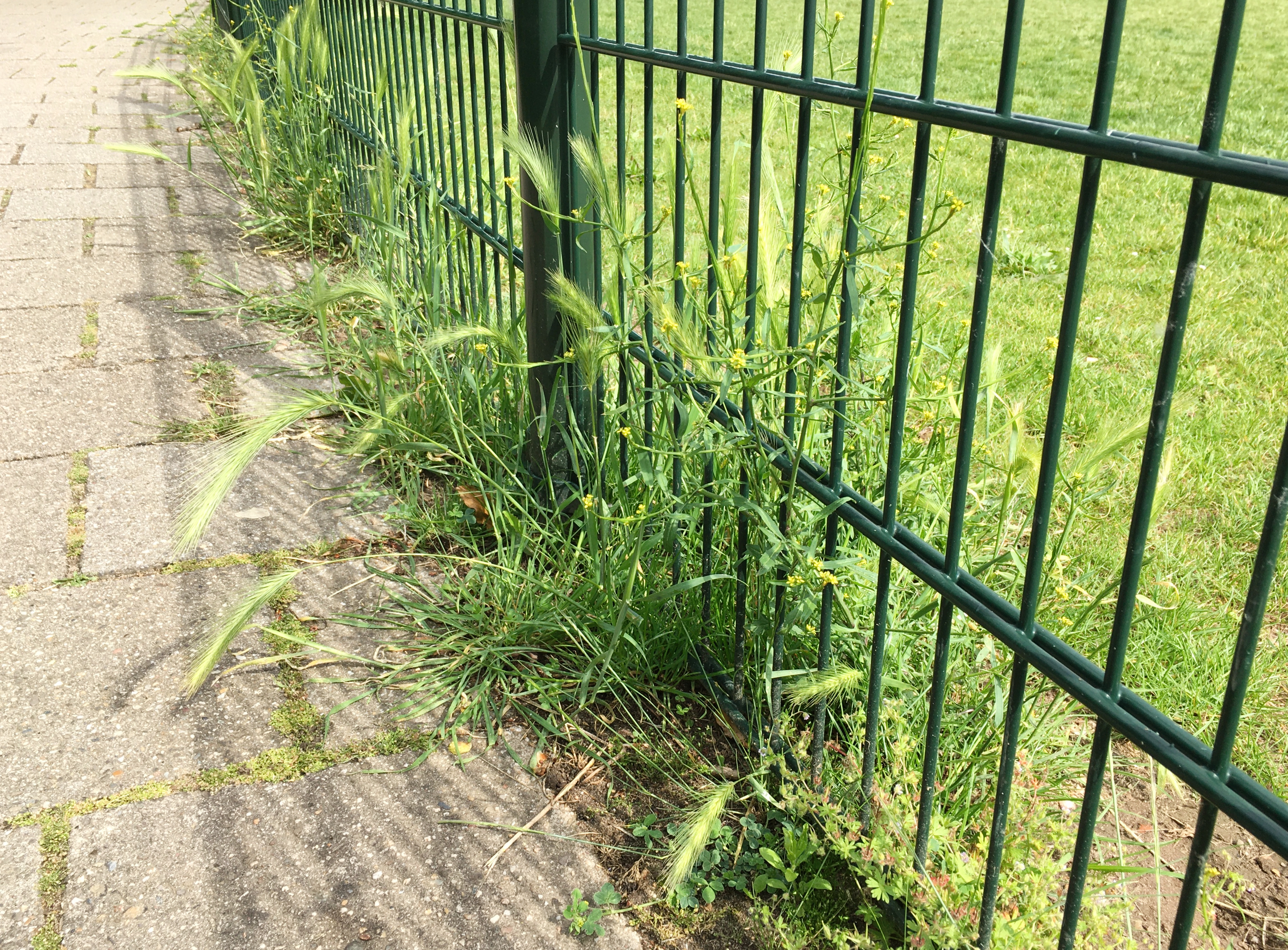
De kruipertje-associatie in contact met de associatie van vetmuur en zilvermos tussen de stoeptegels
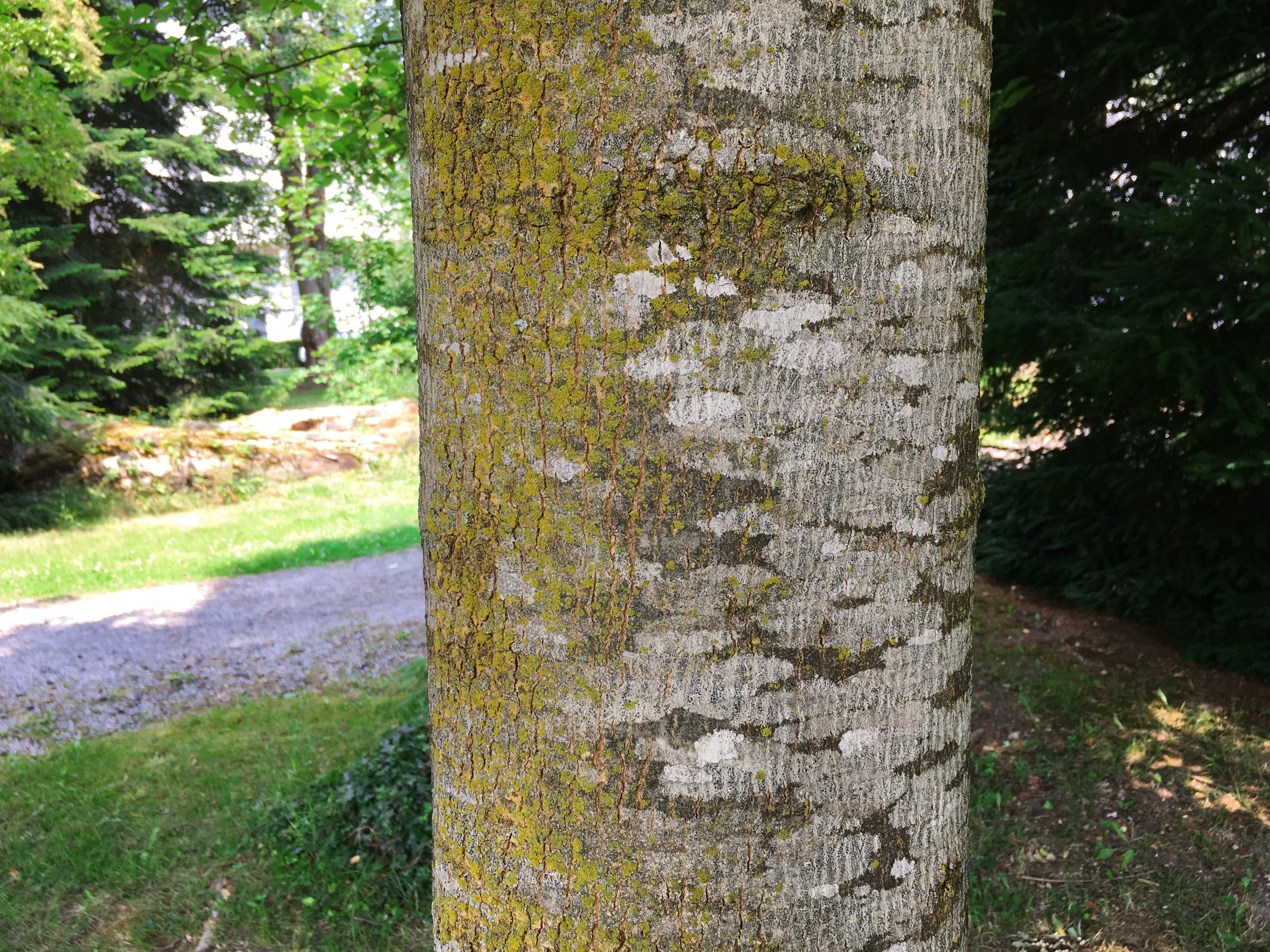
De associatie van melige schotelkorst in contact met de rompgemeenschap van vals dooiermos
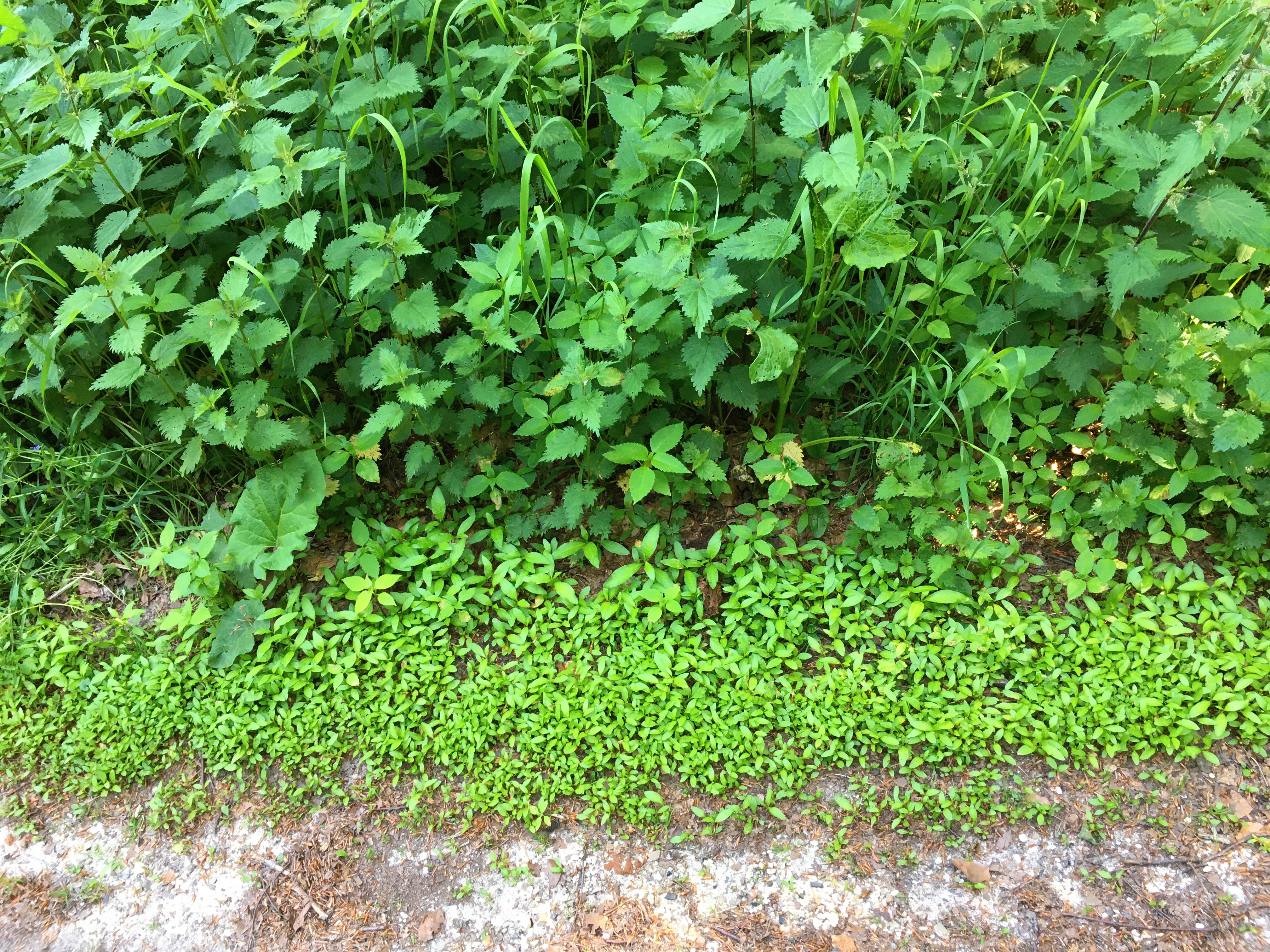
De associatie van waterpeper en tandzaad in contact met de associatie van look-zonder-look en dolle kervel
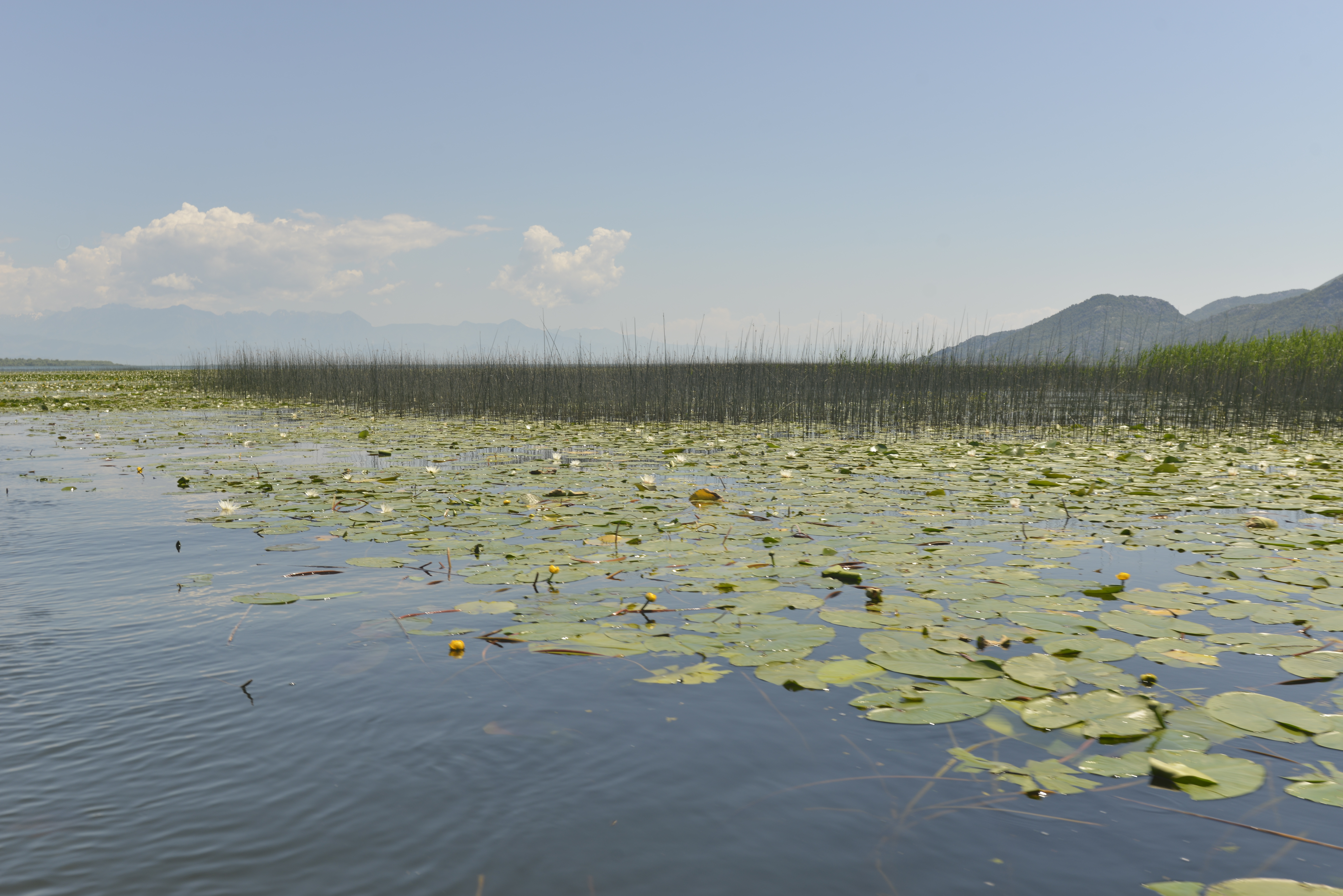
De associatie van witte waterlelie en gele plomp in contact met het riet-verbond